# Kádár-kocka
Az úgynevezett Kádár-kocka négyzetes alaprajzú, általánosságban 100 négyzetméter körüli alapterülettel bíró, zömmel földszintes, sátortetős családiház-típus, amelynek Magyarországon az 1960-as évek elejétől, egészen a hetvenes évek végéig terjedt az építési időszaka. Ha valaki hitelt vett fel vagy kölcsönkért az államtól akkor a földhivatal adott egy alaprajzot amin pontosan szerepelt minden. Meghatározták, hogy milyenek legyenek az ablakok, mekkora legyen a mennyezet.

## Története
Az egyszintes, de már nem a századforduló építészeti jegyeit felmutató családi ház ötlete az 1930-as évekre vezethető vissza. Major Máté építész ekkor kapott megbízást arra, hogy Pestszentlőrincen (Eperjes utcában) egyszerű, családok számára elérhetó családi házakat tervezzen. Az eredeti rajz egy puritán, „szabályos” 9.9×9.9 méteres alapterületű, sátortetős, kockaházat ábrázolt, de a világválság, majd a világháború miatt nem tudták ezeket kivitelezni. Az 1940-es években pedig az angyalföldi OTI-telepen építettek hasonló házakat. Ezen házak azonban még nem voltak azonosan a Kádár-kocka házakkal. A Kádár-korszak elején indult lakásépítési program keretében a városok a kert-és külvárosi részein, illetve vidéken is elkezdték építeni a Kádár-kockát, aminek fő építési évei 1956 és 1969 voltak. Azonban az 1970-es években is tovább folytatódott ezek építése, részben újabb megoldásokkal. Az eső kockaház Budapesten épült, 1957-ben Újpesten.   1959 és 1980 között több, mint 800 ezer ilyen kockaház épült meg az országban.
Eredetét tekintve a kockaházak a 19.–20. század fordulójáig, a kétszobás kistisztviselői és munkásházakig vezethető vissza. Csaknem azonos kinézete és hasonló belső elrendezése miatt számos kritika, élcelődés tárgyát képezte e háztípus. A második világháború után, a Kádár-korszak elejének tömeges lakásépítési programjában, a nagyobb városok panelházakból felhúzott lakótelepeihez hasonlóan, a kisvárosokban és a falvakban tucatjával épült, sematizált lakóépületeket a köznyelv gyakran pejoratívan "vidéki panelnek" nevezi.

## Jellemzői
A hetvenes évek során épült családi házaknál már különböző – néha utólagos – hozzáépítések (az emeleteken, beépített tetőtereken, garázsokon és nyári konyhákon kívül egyéb gazdasági melléképületek: műhelyek, istállók, ólak, kisebb raktárak) tarkítják ezen épülettípus alapvetően homogén formáját. (Ezt követően, még a rendszerváltást megelőzően, az 1980-as évek elejétől már főleg a nagyobb alapterületű, számos esetben többgenerációs "alpesi-háztípus" lett a szélesebb körben népszerű építési irányzat.) A kisebb települések utcaképét dominánsan meghatározó Kádár-kockák jellemzően a korábbi nyeregtetős parasztházak helyett, azokat kiváltva épültek, legsűrűbben az olyan helyeken, ahol árvízi pusztítás következett be. Ilyen típusú lakóépületből összesen 844 000 darab áll az országban.
Ezeknek az épületeknek a sátortetős kialakítása azért alakult ki így, mert a sátortető a leggazdaságosabb megoldás egy négyzet alaprajzú épületen, ellenben egy téglalap alaprajzú épülettel, mint, amilyenek a régi parasztházak voltak, ahol az észszerűség a nyeregtetős megoldást diktálta. Ugyanakkor részben a telkekre vonatkozó építészeti előírások, részben a könnyű engedélyeztetési eljárás, valamint a korabeli tervezés kezdetlegessége miatt terjedtek el a kockaházak hazánkban.
Az egyszerű tervezhetőség, a Tüzelő- és Építőanyag Kereskedelmi Vállalat (ismertebb nevén: TÜZÉP) telepeken beszerezhető – a hiánygazdaságból eredően szűkös választékú, ugyanakkor olcsó alapanyagok, valamint a szomszédok, kollégák munkakölcsönszerű bevonásával a kalákában történő építés lehetősége mellett a kockaházak könnyű felhúzhatóságához, folyományaként az elterjedéséhez a kedvező állami dotációs környezet is nagyban hozzájárult.
Az épületek között méretben, a szobák számában (jellemzően 2-4) és formában is eltérések voltak. A klasszikus kocka alakú 10x10 méter alapterületű, de a 8×8 méter nagyságútól egészen a 11×11 méter nagyságúig építettek házakat. A belső elrendezés szempontjából közös pontot jelentett, hogy általában az épület oldalán történő bejáratból nyílt a központi közlekedő, ami mellett 2+1 szoba, konyha és vizes helyiség került kialakítása. A kockaházak nem konkrét típusterv alapján készültek, hanem a tulajdonosok elképzelési alapján. Az építkezők többsége a szomszédok kockaházait másolta, az tervezőmérnökök pedig jórészt csak az aláírásukkal hitelesítették a divatos építményt.
Négyzetes alaprajzú változatától eltérő módon kialakult L-alaprajzú változata is.

### A Kádár-kockaházak jelenlegi helyzete
A koruknál fogva időszerűvé váló felújításból (beleértve többek között a korszerű hőszigetelés és fűtési rendszer kiépítését) kimaradó házaknak háromszor akkora az energiafelhasználása, mint egy átlagos lakótelepi lakásé (405 kWh/m2). 2016-os árakon ezeknek a családi házaknak a fűtési költségei éves szinten akár a 600 000 forintot is meghaladhatják. (Építésük idején az alacsony energiaárak miatt ez sokadlagos szempont volt.) A kockaházak átlagos falazóanyaga B30-as szabványú falazóblokk tégla, amelynek a hőszigetelő képessége rossznak tekinthető. A hőátbocsátási tényezője 1,57 W/m²K, amely már az olajválságot követően, az 1980-as években sem bizonyult energiahatékonynak. Az épületek standard falmérete 120-130 nm. A homlokzatának 10 cm-es polisztirolhab hőszigetelő lapokkal történő burkolása esetén az érték 0,293 W/m²K-ra, illetve 15 cm-es grafitlapos szigetelés esetén 0,182 W/m²K-ra csökkenthető. Ezzel a hőszigetelési értékekkel már igen komoly, a mérnöki kamara mai elvárásainak is megfelelő, jól hőszigeteltségű ingatlan érhető el.

## Képek

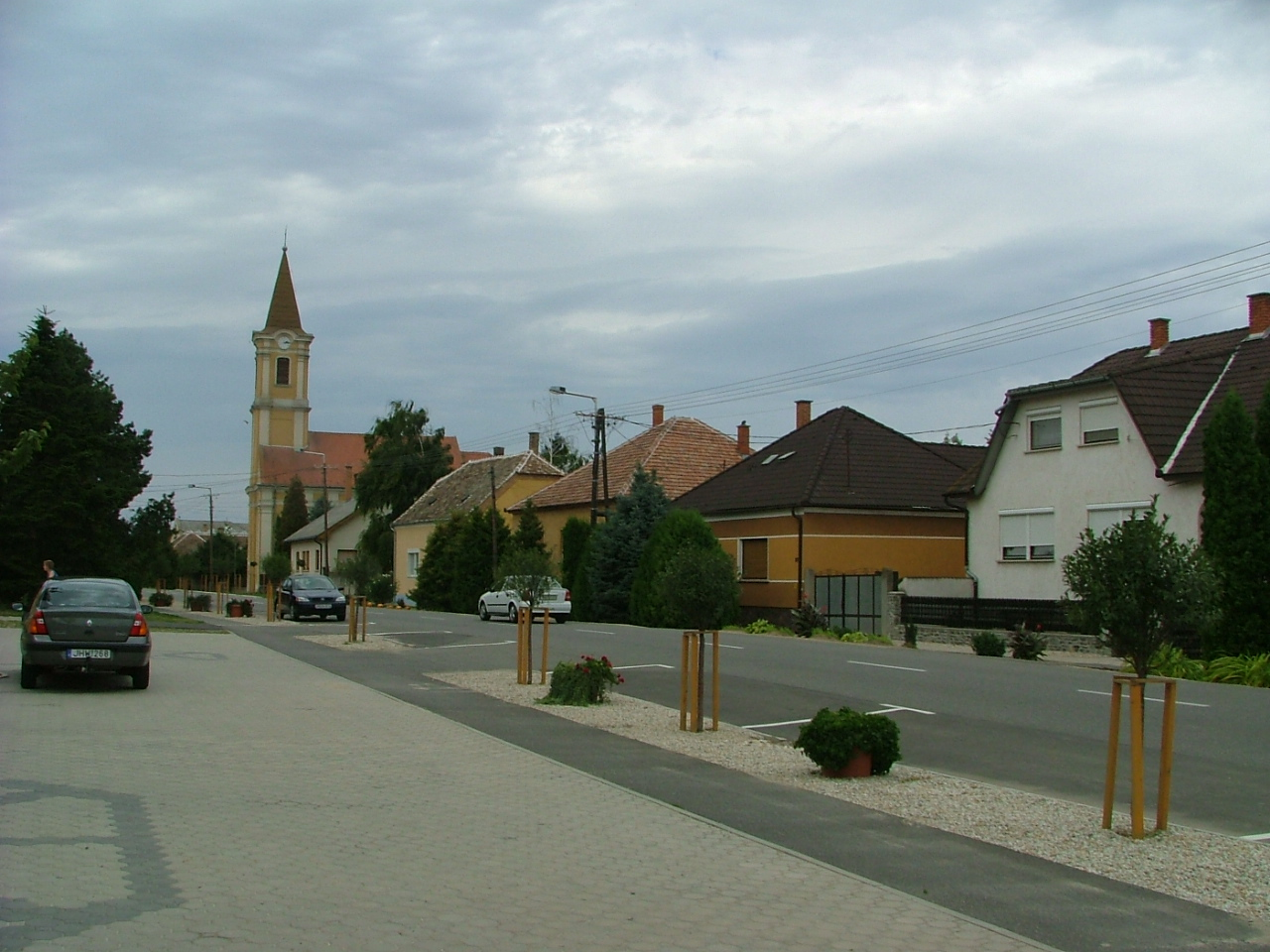
Két kockaház Lövőn (a kép közepén), Győr-Moson-Sopron vármegyében
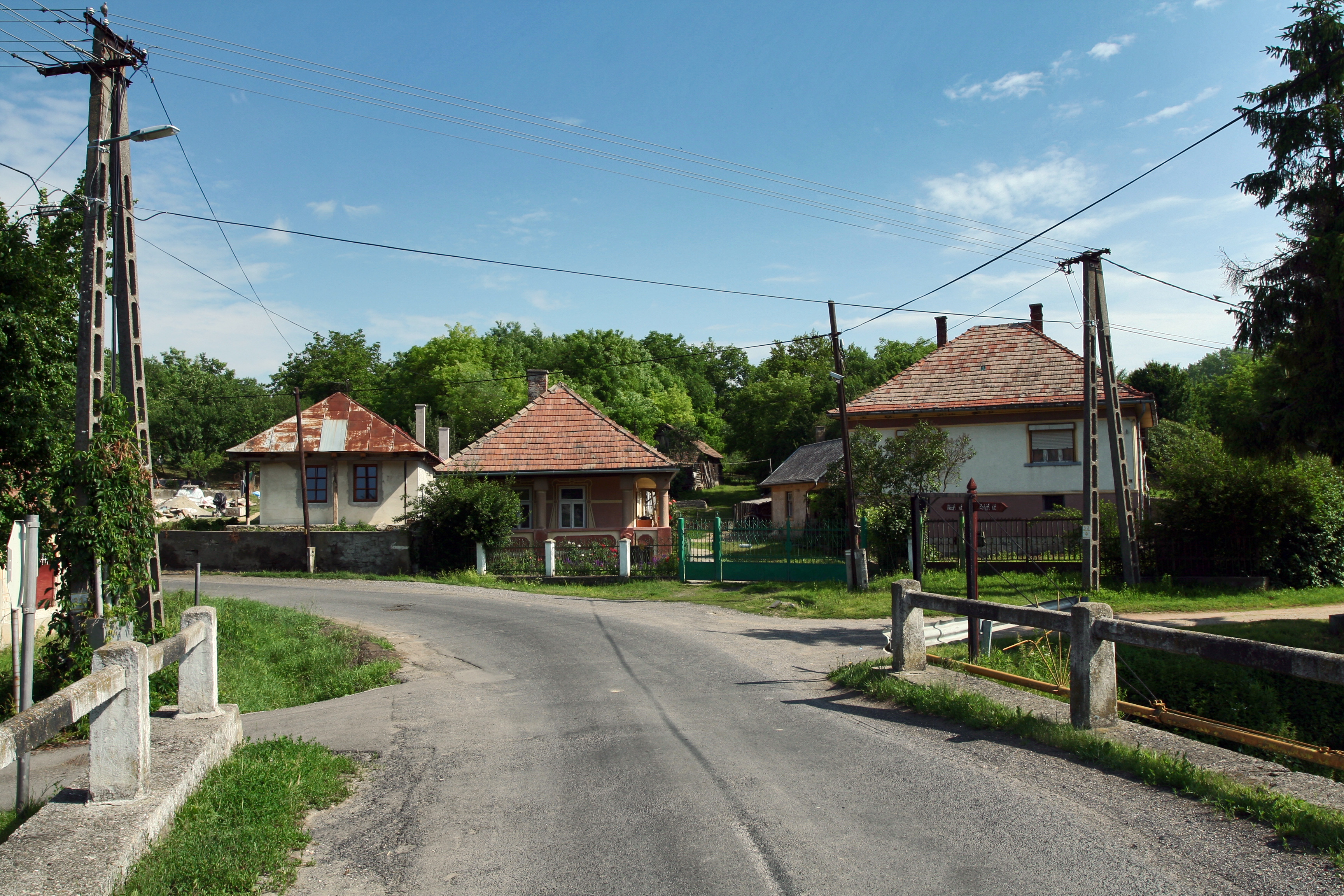
Jellegzetes Kádár-kocka típusú ház látható a kép jobb szélén Abaújváron a Petőfi utcában
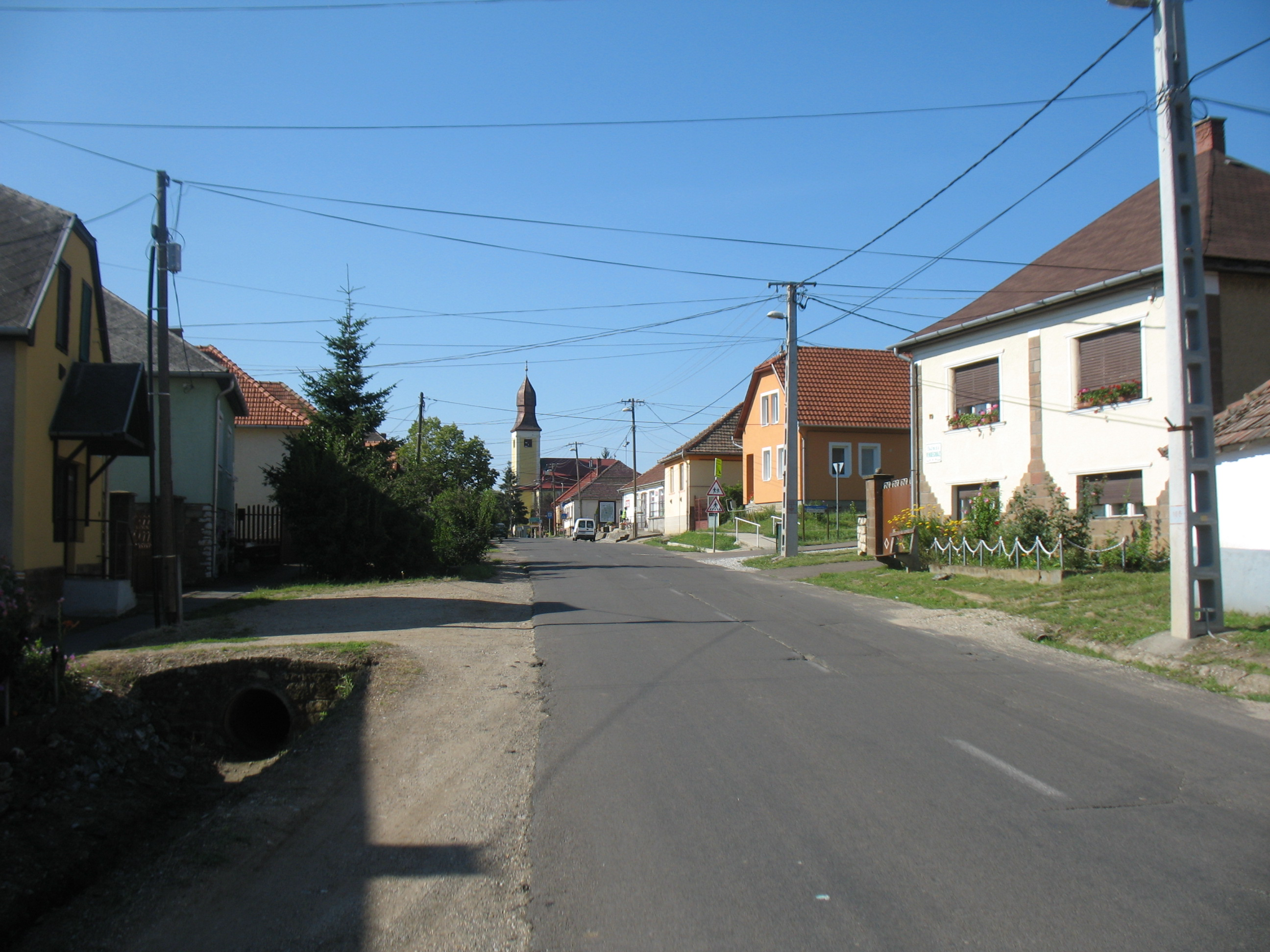
Kádár-kocka Noszvajon, a kép jobb szélén
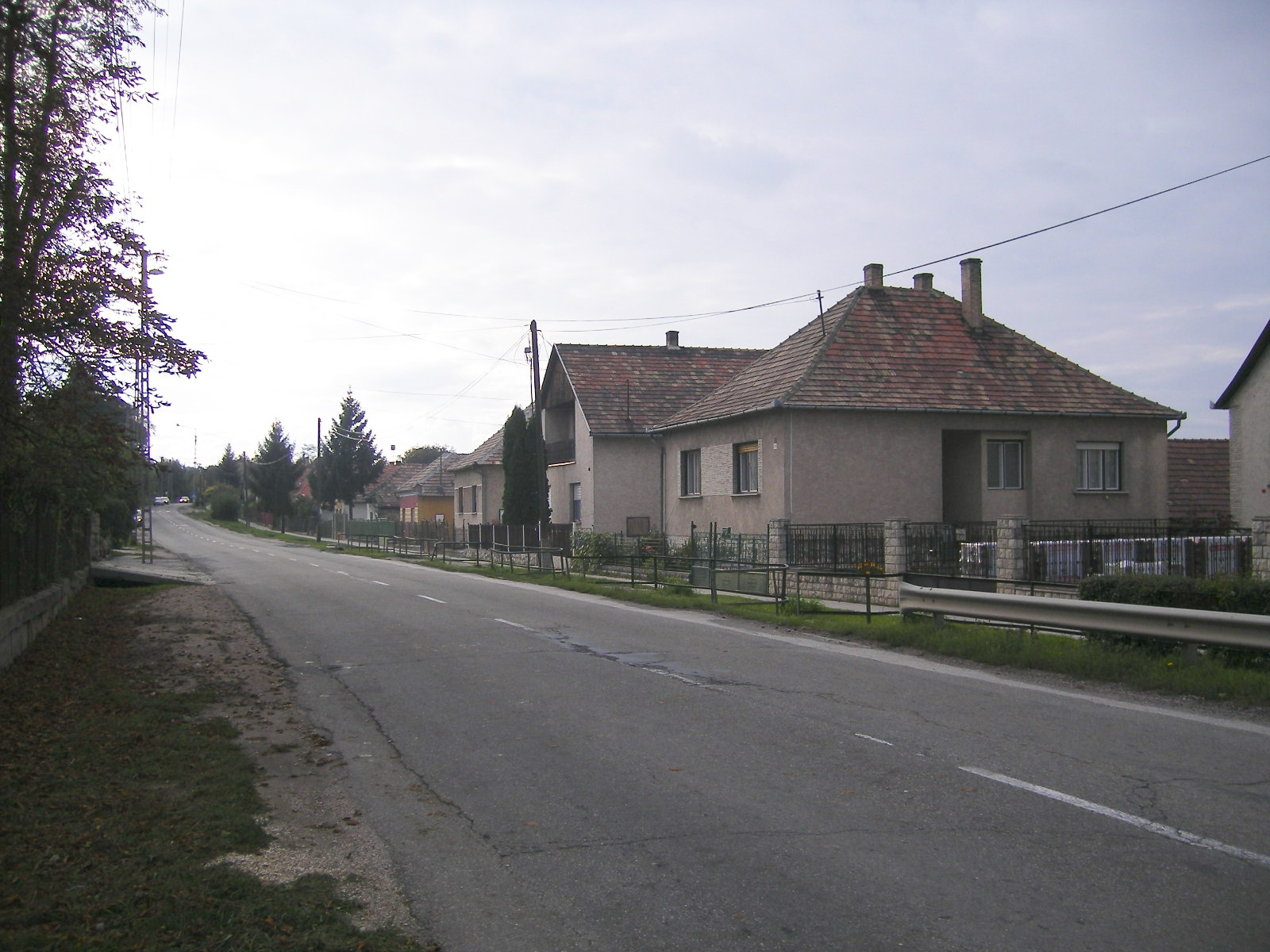
Egy példa Neszmélyről